# 탄벌동
탄벌동 (炭筏洞)은 경기도 광주시의 법정동이자 행정동이다. 2020년 12월 1일 송정동에서 분동하였다.

## 연혁
- 1910년 광주군 경안면
- 1979년 광주군 광주읍
- 2001년 광주군의 광주시 승격, 광주읍의 분동, 송정리의 법정동 송정동 승격, 여러 법정동을 관할하는 행정동 송정동 설치
- 2020년 12월 1일 송정동에서 분동되고 기존 송정동 주민센터가 탄벌동 주민센터로 됨.

## 법정동
- 회덕동(懷德洞)
  - 제청말(祭廳), 두새오개(二鳥峴)
- 탄벌동(炭筏洞)
  - 숯가마골(炭洞), 벌원리(筏院里), 사기막골, 함박골
- 목현동(木峴洞)
  - 모개미(木甘), 새오개(鳥峴), 용생골(龍生)

## 주거
아파트
| 단지명          | 건설사       | 시행사       | 주소                   | 입주       | 비고 |
| --------------- | ------------ | ------------ | ---------------------- | ---------- | ---- |
| 탄벌현대        | 현대산업개발 | 현대산업개발 | 벌원길 63 (탄벌동)     | 2000년 7월 |      |
| 회덕 대주파크빌 | ㈜대주건설   | ㈜대주건설   | 행정타운로 82 (회덕동) | 2004년 3월 |      |